# Swartzia macrophylla
Swartzia macrophylla är en ärtväxtart som beskrevs av Julius Rudolph Theodor Vogel. Swartzia macrophylla ingår i släktet Swartzia och familjen ärtväxter. IUCN kategoriserar arten globalt som otillräckligt studerad. Inga underarter finns listade i Catalogue of Life.